# 소련의 몽골 개입
몽골에 대한 소련의 개입은 소련군이 1921년 몽골 인민당의 공산주의 정부의 요청에 따라 반공주의자인 러시아 백군 장군 웅게른 남작의 정부와 싸우고 몽골 전체를 점령한 사건이다. 이후 몽골 인민공화국이 수립되고 현대적 개념의 몽골 민족주의가 형성되면서, 몽골은 중국의 북양정부의 영향에서 완전히 벗어나 소련의 영향 아래에 놓이게 되었다.

## 배경
1911년 12월 신해혁명 당시, 외몽골은 1911년 몽골 혁명에서 중국의 청나라로부터 독립을 선언했다. 몽골은 복드 칸이 이끄는 사실상의 절대 신정 군주국이 되었다. 그러나 새로 수립된 중화민국은 청나라가 보유했던 모든 영토의 계승을 주장하며 외몽골을 자국의 영토로 간주했다. 이 주장은 6세의 선통제를 대신하여 효정경황후가 서명한 청 황실 퇴위 조서에 명시되었다: "[...] 만주족, 한족, 몽골인, 후이족, 티베트인 다섯 민족의 영토 보전은 하나의 대중화민국을 이룬다" ([...] 仍合滿、漢、蒙、回、藏五族完全領土，為一大中華民國). 1912년에 채택된 중화민국임시약법은 새로 수립된 공화국의 변경 지역, 특히 외몽골을 국가의 불가분의 일부로 명시했다.
복드 칸 휘하의 새로운 정부는 국제적 인정을, 특히 러시아 정부로부터 받으려 노력했다. 그러나 러시아 차르는 당시 중앙아시아 국가들을 장악하려는 러시아 제국의 일반적인 야심 때문에 몽골의 인정 요청을 거부했고, 몽골은 추가 확장을 위한 계획에 포함되어 있었다. 그러나 러시아 제국은 내부 투쟁으로 인해 그 야심을 실행에 옮기지 못했고, 그 대신 러시아가 몽골을 보호령으로 주장할 수 있도록 몽골 지역의 자치권을 인정했다. 몽골 민족주의자들의 중국에 대한 지속적인 투쟁은 제1차 세계 대전 내내 계속되다가 1917년 몽골 왕자들이 이 지역에 대한 중국의 통제를 받아들이면서 끝났다.

### 중국과 러시아 백군의 침공
1917년 러시아 혁명이 시작되었다. 전쟁 대부분 동안 중앙아시아와 몽골 국경을 따라 위치한 러시아 식민지들은 러시아 백군의 통제 하에 놓였다. 체코슬로바키아 군단과 같이 점점 더 많은 러시아 백군이 동쪽으로 이동하면서 몽골은 러시아 백군 병력의 침공 가능성에 대해 걱정하기 시작했다. 러시아 백군 최고 사령부는 몽골 침공이 가치가 있을 수 있다고 생각했다. 이 지역은 대부분 인구가 적고 철과 석탄 매장량이 많았다. 이 자원들은 러시아 백군에게 필수적이었는데, 특히 모스크바와 페트로그라드 같은 서부 공업 기지가 소비에트에 의해 점령되었기 때문이었다. 몽골 내부에서는 1919년 10월부터 쉬수정 휘하의 중국군이 러시아 내전의 여파로부터 보호한다는 구실로 조약을 무효화하고 군대를 파견하여 이 지역에 대한 중국의 통제를 강화하기 시작했다.
이는 중국에 맞서 싸우는 혁명 단체인 몽골 인민당의 창설로 이어졌다. 소련이 러시아 백군에 대한 동진을 강하게 추진하기 시작하자, 러시아 백군 최고 사령부는 중국 정부에 그들의 투쟁에 대해 조치를 취할 것을 요구했다. 중국이 계획을 거부한 후, 로만 폰 웅게른슈테른베르크 남작 장군 휘하의 러시아 아시아 기병대가 1920년 10월에 침공하여 1921년 2월에 보급이 부족한 북양군을 몰아냈고, 북양군은 중국 내전의 초기 단계가 전개되면서 대부분 남쪽으로 향했다. 3개월간의 침공 과정에서 슈테른베르크는 중국군을 몰아내고 복드 칸을 다시 독립 몽골의 군주로 선언했다.

#### 슈테른베르크 정부
슈테른베르크는 즉시 자신을 중심으로 권력을 집중하기 시작했다. 복드 칸이 법적으로 권력을 가졌지만, 슈테른베르크는 실질적인 국가 원수로서 행동하며 자신이 몽골 땅의 구원자이며 몽골인들에게 정의를 가져다줄 것이라고 주장하기 시작했다. 슈테른베르크는 볼셰비키가 유대적 본성 때문에 제거되어야 하며, 세상이 "광기 어린 혁명"에 빠져들고 있다고 주장하며 전통적인 몽골 신념과 강력한 러시아 민족주의를 융합하기 시작했다. 그는 볼셰비키 운동을 분쇄하기 위한 새로운 서진 전략을 세우고, 볼셰비키에 맞서 방어하려는 분열된 사령관들을 단결시켜 동쪽으로 이동시키려 노력하며 자신을 중심으로 러시아 백군 지휘를 집중시키려 했다. 그러나 이러한 계획은 실패했고, 러시아 백군은 볼셰비키에게 점점 더 많은 영토를 잃기 시작했다.

## 몽골에 대한 소련의 침공

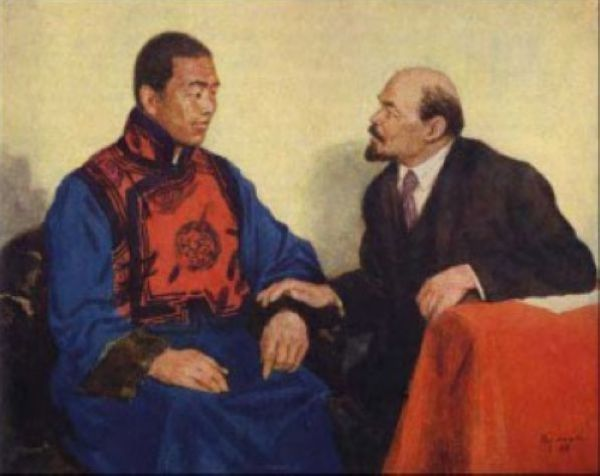
수흐바타르와 레닌의 만남. 러시아 공산당(볼셰비키) 포스터

1921년 5월, 아시아 기병사단은 붉은 극동 공화국의 국경 수비대를 공격했다. 250~300명의 붉은 군대 병력으로 구성된 분견대에 대한 초기 성공 후, 웅게른의 군대는 천천히 러시아 도시인 트로이츠코사프스크(현재 부랴티야의 캬흐타)로 진격했다. 한편, 붉은 군대는 여러 방향에서 몽골로 대규모 병력을 이동시켰다. 그들은 장비와 병력 수에서 엄청난 우위를 점했다. 결과적으로 웅게른은 미하일 마티야세비치 지휘하의 5군 35사단과 극동 공화국, 몽골 인민당 군대의 연합 작전으로 6월 11일~13일 사이에 벌어진 전투에서 패배하여 몽골로 후퇴할 수밖에 없었다. 볼셰비키와 몽골 붉은 군대 연합군은 웅게른 부대와의 몇 차례 교전 후 1921년 7월 6일 몽골로 진입하여 우르가를 점령했다.
우르가를 점령했음에도 불구하고, 붉은 군대는 셀렝가강의 아하이군후레 지역에서 재집결한 아시아 사단(웅게른과 레주킨의 여단)의 주력 부대를 격파하는 데 실패했다. 7월 18일부터 7월 21일까지 붉은 원정군은 백군과 격렬한 전투를 벌였지만, 백군은 기병대의 기동성 덕분에 도망칠 수 있었다. 7월 24일, 백위대와 몽골 봉건 영주들의 군대가 다시 구시노예호 북쪽 지역의 소련 영토로 침투했지만, 8월 3일 우세한 붉은 군대의 접근을 알게 되자 후퇴하기 시작했다.
웅게른은 붉은 군대와의 전쟁을 계속하기를 원했지만, 그의 백위대 병력 대부분은 만주로 가고 싶어 했다. 아시아 사단에서 반란이 발생하여 8월 18일 레주킨이 살해되었고, 웅게른은 8월 20일 붉은 파르티잔에게 붙잡혔다. 사단의 대부분은 만주의 하이라얼구에 도달했다.

## 여파

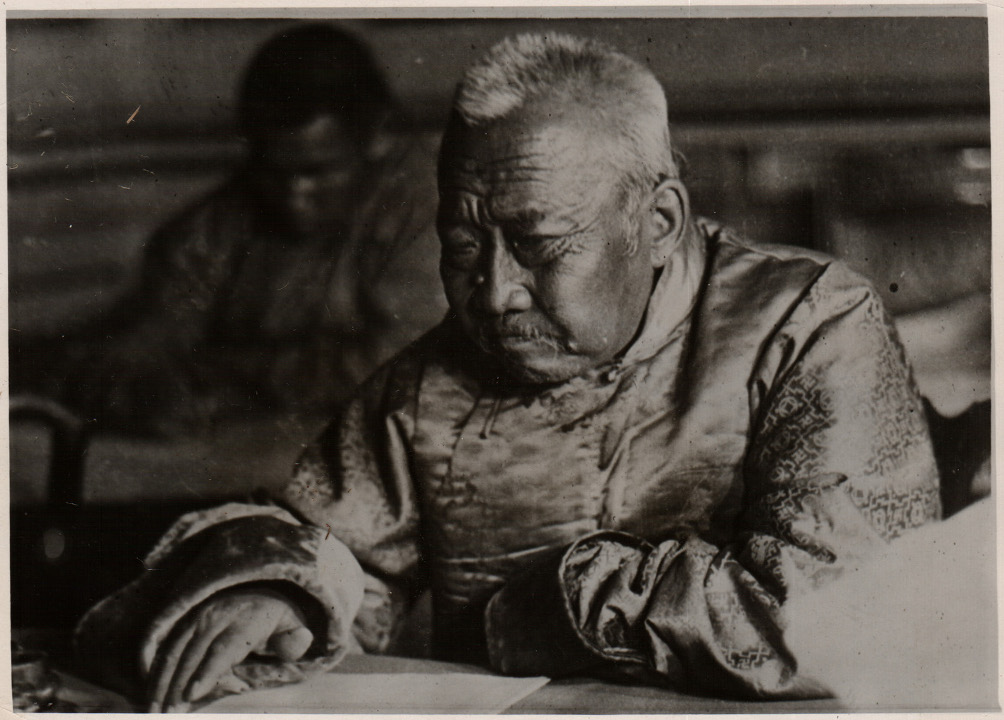
체렌도르지, 모스크바 몽골 대표단장, 몽골과 러시아 소비에트 정부 간 조약에 서명

작전 결과, 웅게른 남작은 1921년 9월 15일 체포되어 처형되었고, 러시아 백군과 몽골 봉건 군대는 패배했으며, 복드 칸국의 권력은 소멸되었다. 볼셰비키 통제 하의 임시 인민 정부가 수립되었고, 이는 1924년 몽골 인민공화국이 되었다.

## 같이 보기
- 외몽골 점령
- 신장 소비에트 침공
- 소련의 만주 점령